# Герб комуни Орса
Герб комуни Орса (швед. Orsa kommunvapen) — символ шведської адміністративно-територіальної одиниці місцевого самоврядування комуни Орса. 

## Історія
Герб ландскомуни Орса було прийнято 1943 року. У 1974 році після адміністративно-територіальної реформи цей герб перереєстровано для комуни Орса.

## Опис (блазон)
У золотому полі три червоні шліфувальні камені (два над одним).

## Зміст
Орса відома була виробництвом шліфувальних каменів. Їх зображення містилося на парафіяльній печатці з 1720 року. Цей сюжет і ліг в основу герба комуни.